# Pyrgí (Chios)

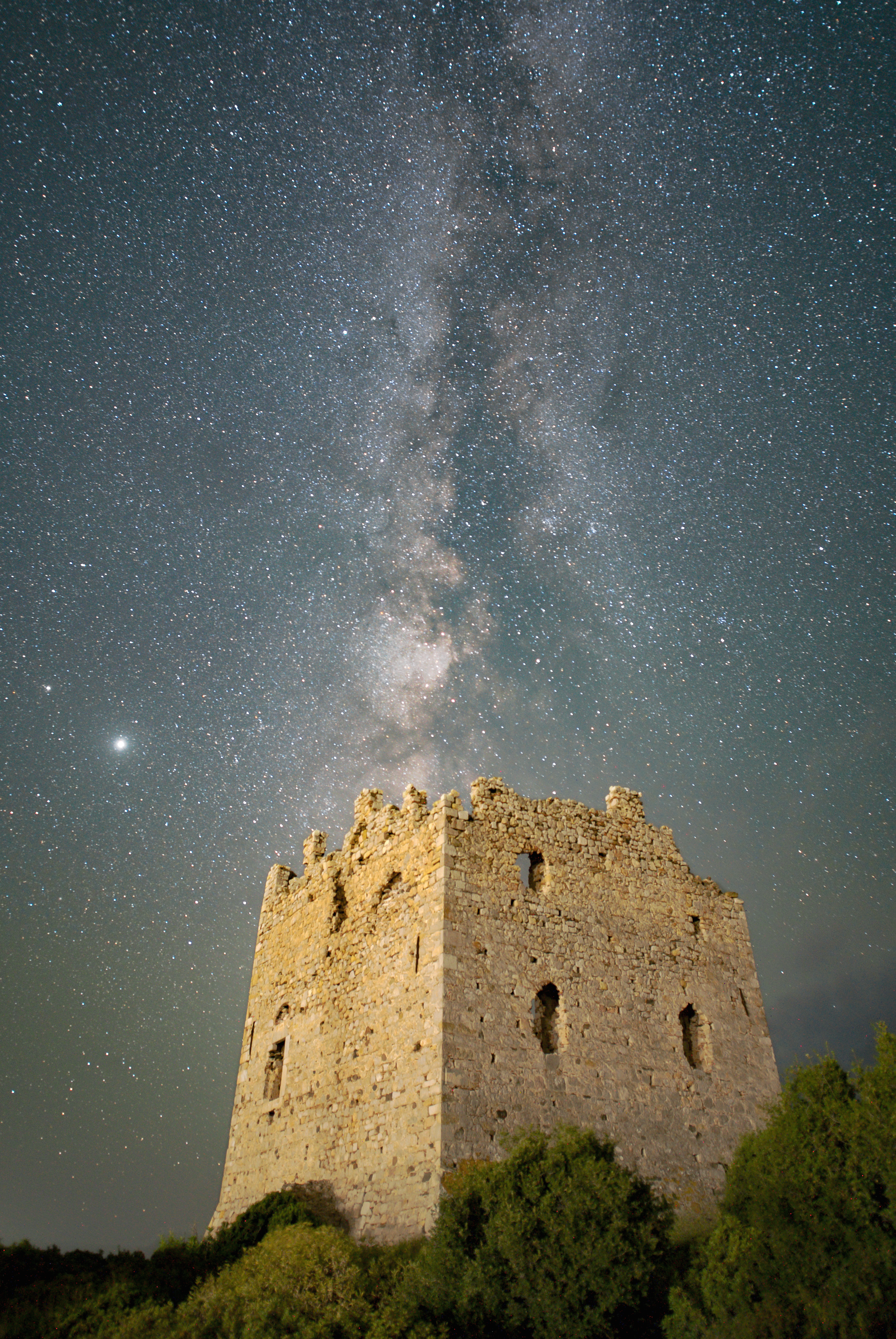
Tour médiévale de Dotia à Pyrgí. Juin 2020.

Pyrgí, en grec moderne : Πυργί, est un village de l'île de Chios, en Égée-Septentrionale, Grèce.
Selon le recensement de 2011, la population du village compte 755 habitants.